# جائزة الشيخ يوسف بن عيسى للكتاب
جائزة الشيخ يوسف بن عيسى للكتاب هي جائزة أدبية وعلمية تُمنح للأعمال المكتوبة باللغة العربية، وتُعنى بتكريم الإنتاج الفكري المتميز في مجالات الأدب (الرواية)، والتاريخ، والتربية والتعليم. تحمل الجائزة اسم الشيخ يوسف بن عيسى القناعي (1879–1973)، أحد أبرز روّاد النهضة الفكرية والتعليمية في الكويت، المعروف بمساهماته في تأسيس التعليم النظامي ونشر الفكر التنويري

## فرع الآداب (الرواية)
يُخصص هذا الفرع لدعم الرواية العربية التي تتسم بالأصالة والجودة الأدبية، وتشجع على إبراز قضايا اجتماعية وثقافية تعكس تنوع التجارب الإنسانية. وتهدف الجائزة إلى تعزيز مكانة السرد العربي، وإتاحة منصة لظهور أصوات روائية جديدة تسهم في إثراء الهوية الأدبية العربية والحوار الثقافي.

## فرع التاريخ
يُعنى هذا الفرع بتثمين الدراسات التاريخية الرصينة المكتوبة بالعربية، بغض النظر عن الحقبة الزمنية التي تتناولها. يركز على الأبحاث التي تعتمد المنهجية العلمية والجانب الوثائقي، بما يسهم في تطوير المعرفة التاريخية العربية وتعزيز النشاط البحثي للمؤرخين.

## فرع التربية والتعليم
يكرّم هذا الفرع المؤلفات الحديثة في مجال التربية والتعليم خلال السنوات الخمس الأخيرة، والتي تجمع بين الإبداع والتطبيق العملي. تهدف الجائزة إلى تشجيع أعمال تسهم في تطوير الواقع التربوي العربي وتقديم رؤى جديدة ملهمة، مع التركيز على التأثير الإيجابي والمستدام في ميدان التعليم.

## أهداف الجائزة
- تشجيع الإبداع الأدبي والفكري باللغة العربية.
- دعم البحوث التاريخية والتربوية المتميزة.
- تعزيز الحوار الثقافي والهوية العربية.
- تكريم جهود رواد الفكر والتعليم في العالم العربي[1].